# آلکاینه
آلکاینه (به اسپانیایی: Alcaine) یک شهرستان در اسپانیا است که در استان تروئل واقع شده‌است.

## خصوصیات
آلکاینه ۵۷ کیلومترمربع مساحت و ۶۵ نفر جمعیت دارد.